# Domaniewice (gmina)
Pour les articles homonymes, voir Domaniewice.
Domaniewice est une gmina (commune) rurale (gmina wiejska) du powiat de Łowicz, dans la Łódź, dans le centre de la Pologne.
Son siège administratif (chef-lieu) est le village de Domaniewice, qui se situe environ 14 kilomètres au sud-ouest de Łowicz (siège du powiat) et 34 kilomètres au nord-est de la capitale régionale Łódź (capitale de la voïvodie).
La gmina couvre une superficie de 86,23 km2 pour une population de 4 594 habitants en 2006.

## Histoire
De 1975 à 1998, la gmina est attachée administrativement à la voïvodie de Skierniewice.

Depuis 1999, elle fait partie de la voïvodie de Łódź.

## Géographie
La gmina inclut les villages et localités de :
- Domaniewice
- Krępa
- Lisiewice Duże
- Lisiewice Małe
- Reczyce
- Rogóźno
- Sapy
- Skaratki
- Skaratki pod Las
- Skaratki pod Rogóźno
- Stroniewice
- Strzebieszew

### Gminy voisines
La gmina de Domaniewice est voisine des gminy de:
- Bielawy
- Głowno
- Łowicz
- Łyszkowice

## Structure du terrain
D'après les données de 2007, la superficie de la commune de Domaniewice est de 86,23 kilomètres carrés, répartis comme telle :
- terres agricoles : 76 %
- forêts : 14 %

La commune représente 8,72 % de la superficie du powiat.

## Démographie
Données du 31 décembre 2007 :
| Description        | Total  | Total | Femmes | Femmes | Hommes | Hommes |
| ------------------ | ------ | ----- | ------ | ------ | ------ | ------ |
| Unité              | Nombre | %     | Nombre | %      | Nombre | %      |
| Population         | 4 624  | 100   | 2 386  | 51,6   | 2 238  | 48,4   |
| Densité (hab./km²) | 54     | 54    | 28     | 28     | 26     | 26     |